# Бой при Фэрфакс-Кортхаусе (1861)
Бой при Фэ́рфакс-Кортха́усе (англ. Battle of Fairfax Court House) — небольшое сражение, произошедшее 1 июня 1861 года на территории Фэрфакс-Кортхаус (здание окружного суда и окрестности), штат Вирджиния. Считается первым боевым столкновением Гражданской войны в США. В перестрелке впервые погиб офицер Армии Конфедерации и впервые был ранен старший офицер.
Федеральное командование отправило на разведку отряд регулярной кавалерии под командованием лейтенанта Томпкинса, чтобы выявить расположение частей противника. В Фэрфаксе они застали врасплох вирджинское ополчение капитана Джона Марра и захватили несколько пленных. Марр был убит в перестрелке и командование принял бывший губернатор Вирджинии, Уильям Смит, который случайно оказался в районе боевых действий. Под его руководством вирджинцы отбили федеральный отряд.
Перестрелка у Фэрфакса считается ничьей. Федералы не смогли добыть нужной информации и были вынуждены отложить наступление на Ричмонд. Томпкинса потом обвиняли в нарушении приказа, хотя сам этот приказ был не вполне конкретным.

## Предыстория
31 мая 1861 года примерно 210 военных вирджинского ополчения заняли городок Фэрфакс-Кортхаус, который находился примерно в 22 километрах от Вашингтона. Этот отряд состоял из двух рот кавалерии (120 чел., роты Prince William cavalry и Rappahannock cavalry) и 90 пехотинцев — это была рота, известная как Warrenton Rifles под командованием капитана Джона Марра. Эти в целом необученные войска были поручены подполковнику Ричарду Юэллу, который только что уволился из армии США, где был капитаном кавалерии. Юэлл только что прибыл в городок и встретил некоторых офицеров, однако ещё не был представлен рядовым. Никто не ожидал федерального нападения, поэтому ночью было выставлено только два пикета. Весь этот небольшой вирджинский отряд должен был прикрывать направление на Манассас, где собиралась армия Конфедерации.
В тот же день бригадный генерал федеральной армии Дэвид Хантер отдал устный приказ лейтенанту Чарльзу Томпкинсу из 2-го кавалерийского полка регулярной армии; он велел выявить количество вирджинских военных в регионе и их расположение. Примерно в 22:30 Томпкинс возглавил федеральный отряд численностью 50 или 86 человек и выступил из лагеря Кэмп-Юнион у Фолс-Черч в направлении Фэрфакса.

## Бой
Ранним утром 1 июня, примерно в 03:00, рядовой пикета Фрэнсис прибежал в Фэрфакс с криком, что противник наступает. В это время второй рядовой пикета, Флоренс, уже был захвачен в плен. Некоторые рядовые роты «Prince William cavalry» пытались построить боевую линию, но когда федеральный отряд подошёл к городку по дороге Фоллз-Чес-Роуд, кавалерия южан бежала, потеряв четырёх человек пленными. Капитан Джон Марр вывел своих людей на поле к западу от Методистской церкви и построил их в две боевые линии. Отступающие кавалеристы бежали в их сторону и пехотинцы Марра в темноте приняли их за противника, сделав несколько выстрелов. Один кавалерист был при этом ранен. Кавалеристы роты «Rappahannock cavalry» в тот день почти не имели оружия и совсем не имели патронов, поэтому и они бежали при появлении федералов.
По одним данным, при виде федеральной кавалерии Марр спросил «Чья кавалерия?», после чего прозвучало несколько выстрелов и Марр пал мёртвым. По другим данным, он искал удобную позицию для своих людей, отошёл в сторону от пехотной линии и там был убит, и в итоге никто не знал, где он находится и что с ним случилось. Его тело впоследствии было найдено в поле. В 1893 году Чарльз Томпкинс получил Медаль Почёта за то, что «застрелил вражеского капитана».
Федеральная кавалерия проскакала на запад через городок, стреляя во все стороны. Говорили, что они выстрелили в человека, выходящего из отеля, которым оказался подполковник Юэлл, и ранили его в плечо. Точное место ранения Юэлла неизвестно, но Юэлл стал первым старшим офицером Конфедерации, раненым в ту войну (федеральный полковник Элмер Эллсворт был убит ранее, 24 мая, но в небоевой обстановке).
Бывший губернатор Вирджинии Уильям Смит в это время находился в Фэрфаксе. Он только что уволился из Конгресса и ехал из Вашингтона в Уоррентон. Смит некогда участвовал в наборе уоррентонской роты и знал в лицо многих рядовых. Несмотря на отсутствие военного опыта, Смит принял командование ротой. Вскоре к нему присоединился Юэлл. Увидев Смита, командующего пехотой, он спросил: «Кажется, сэр, вы оспариваете мои полномочия?». Смит ответил: «Да, сэр, пока не удостоверюсь. что вы имеете на них право». После этого он представил пехотинцам Юэлла, который был тогда ещё не знаком роте.
Юэлл построил примерно 40 человек между отелем и зданием суда (или епископальной церковью), и на этой позиции они отбили атаку федералов, которые пытались прорваться обратно с западной стороны городка. Позиция, однако, была неудобной, и Смит отвёл пехоту к деревянной изгороди. Жители городка также начали стрелять по федералам, из-за чего Томпкинс сильно переоценил численность противника.
После неудачной первой попытки прорыва федералы провели вторую атаку, но и она была отбита. Федералы в третий раз попробовали прорваться и после неудач третьей попытки обошли город полями и вернулись к своему лагерю более длинным путём.